# Здание парламента (Вена)

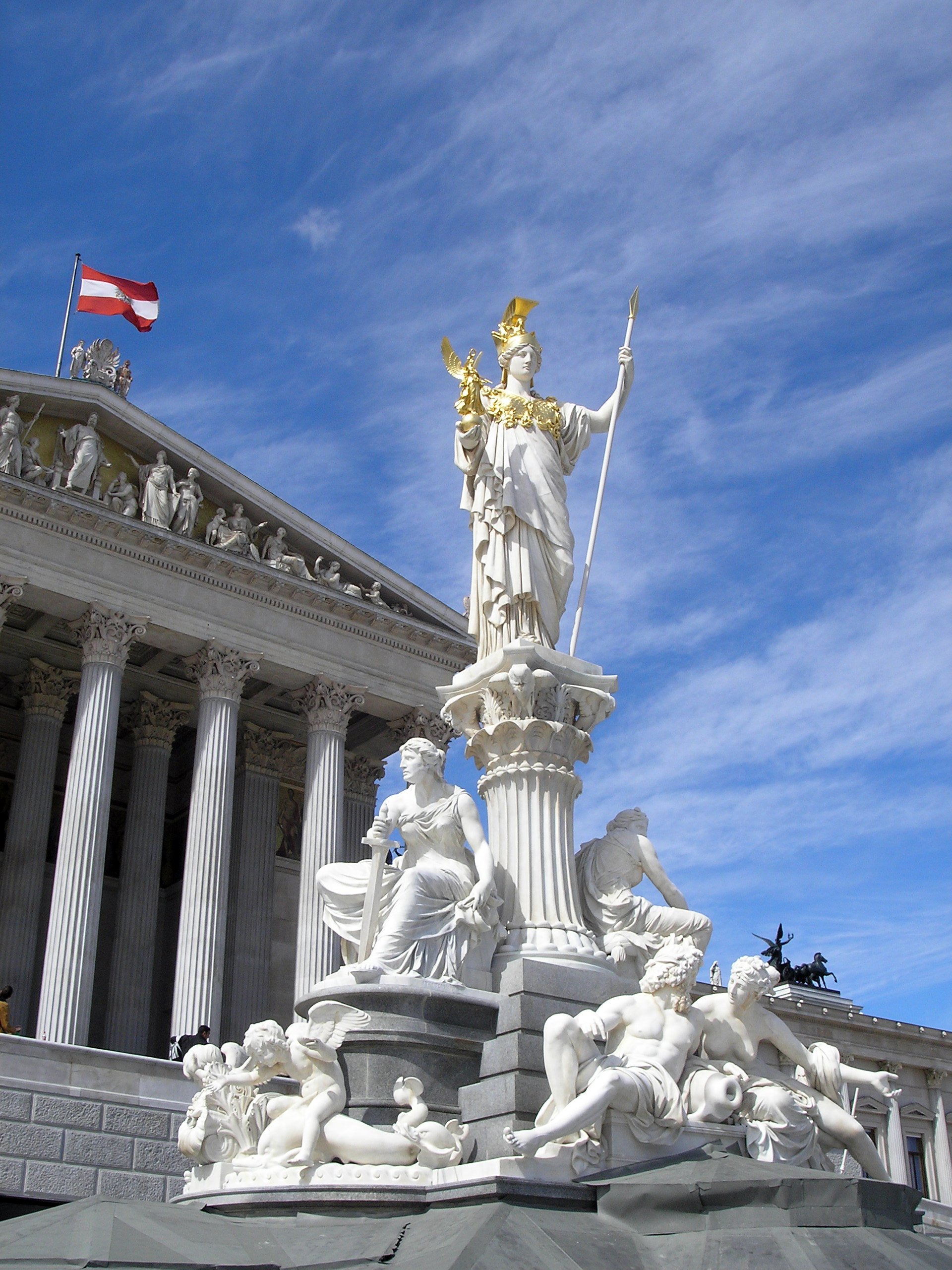
Статуя Афины перед зданием парламента

Здание австрийского парламента в Вене (нем. Hohes Haus, ранее Reichsratsgebäude) — здание, в котором с 1918 года до сегодняшнего дня заседают Национальный и Федеральный советы парламента Австрии. До этого времени в здании располагалась Палата депутатов двуединой монархии Австро-Венгрии.
Здание парламента находится на улице Рингштрассе в венском районе Внутренний Город рядом с дворцовым комплексом Хофбург. Открыто для посещения туристов.
Здание было построено в 1874—1883 годах в стиле неогрек по проекту архитектора Теофиля фон Хансена. В 1938—1945 годах это здание использовалось как резиденция комиссара рейха по вопросам воссоединения, а затем как венская администрация нацистов. 27 апреля 1945 года в здании была подписана Декларация о независимости Австрии. Несмотря на сильные разрушения в период Второй мировой войны, большая часть оригинального интерьера была восстановлена при реставрации в 1955—1956 годах.
Здание парламента занимает площадь более 13 500 м². Оно содержит более 100 комнат, самыми важными из которых являются палаты Национального совета, Федерального совета, и прежней имперской Палаты представителей (Abgeordnetenhaus). В здание также расположены многочисленные переговорные залы, библиотеки, лобби, гостиные, бары и спортивные комнаты. В этом здании проходят различные важные государственные церемонии, в особенности церемония принятия присяги президента Австрии и ежегодная официальная речь в Национальный праздник 26 октября.
В январе 2023 года здание парламента открылось вновь после реставрации, продолжавшейся с 2018 года.

## Фонтан Афины Паллады
Наиболее известной достопримечательностью здания является скульптурная композиция Афины Паллады с фонтаном, созданная между 1893 и 1902 годом скульпторами Карлом Кундманом, Йозефом Таутенхайном и Хуго Хердтлем. Четыре фигуры, лежащие у подножия постамента, аллегорически изображают четыре наиболее важные реки Австро-Венгерской империи: Дунай и Инн спереди, Эльба и Влтава сзади. По сторонам расположены путти на дельфинах. Женские фигуры, расположенные выше, олицетворяют законодательную и исполнительную власть. Выше всех стоит Афина, богиня мудрости, в позолоченной эгиде и шлеме, держа в левой руке копье, а в правой — статуэтку Ники.